# Benito Floro
Benito Floro Sanz (n. 2 iunie 1952, Gijón, provincia Asturia⁠(d), Spania) este un fost fotbalist spaniol, în prezent antrenor care activează la echipa națională de fotbal a Canadei.

## Palmares
Real Madrid
- Copa del Rey: 1992–93
- Supercopa de España: 1993

Villarreal
- Cupa UEFA Intertoto : 2004